# 石井みどり (舞踏家)
石井 みどり（いしい みどり、本名：折田 ハナ、1913年3月17日 - 2008年3月6日） は、日本の舞踊家。

## 経歴
1913年3月17日、栃木県宇都宮市日野町にて質屋の長女として生まれる。出生名は五十嵐ハナ。ハナは女学校時代に地元で開かれた石井漠の舞踊公演に感銘を受け舞踊家を志した。
1929年、栃木県立宇都宮第一高等女学校(現栃木県立宇都宮女子高等学校)を卒業。この年9月、16歳で石井漠舞踊研究所に入門、現代舞踊の草分け・石井漠に師事。 翌1930年、抜きんでた才能を認められ師の相手役として「石井みどり」の名を与えられ華々しくデビュー。1935年に独立、石井みどり舞踊研究所を開設し、公演活動をはじめる。同年、ヴァイオリニスト・作曲家の折田泉と結婚。夫の折田泉は、舞踊の伴奏バイオリニストとして演奏するだけでなく、舞踊公演の手配からプログラム作りまで全て引き受けた。
戦後も公演、創作と内外で精力的に活動。1956年から車４台による全国横断公演を延べ7年間おこなう。この間の公演回数は1万回を超える。1969年、舞踊芸術賞受賞。1977年に紫綬褒章、1984年には勲四等宝冠章を受章。娘の折田克子とともに舞踊研究所を主宰。現代舞踊協会、全日本舞踊連合の会長をつとめた。
折田泉との間にひとり娘で舞踊家の折田克子（おりた かつこ、1936 - 2018）がいた。
2008年3月6日、肝臓がんで死去、94歳。

## 著書
- 『よく生きるとは、よく動くこと』草思社, 2004.6